# ساتیامانگلام
ساتیامانگلام (به انگلیسی: Sathyamangalam) یک منطقهٔ مسکونی در هند است که در بخش ایرود واقع شده‌است. ساتیامانگلام ۳۷٬۲۱۶ نفر جمعیت دارد.